# كأس السويد 1944
كأس السويد 1944 (بالسويدية: Svenska cupen i fotboll 1944)‏ هو موسم من كأس السويد. أقيم خلال الفترة 29 مايو 1944 وحتى 1 أكتوبر 1944، وأشرف على تنظيمه اتحاد السويد لكرة القدم، وكان عدد الأندية المشاركة فيه 48، وفاز فيه نادي مالمو.

## نتائج الموسم
| المركز | فريق       | لعب | ف | ت | خ | له | عليه | ف.أ | نقاط | ملاحظة |
| ------ | ---------- | --- | - | - | - | -- | ---- | --- | ---- | ------ |
|        | نادي مالمو |     |   |   |   |    |      |     |      |        |